# Loftahammars Hembygdsförening

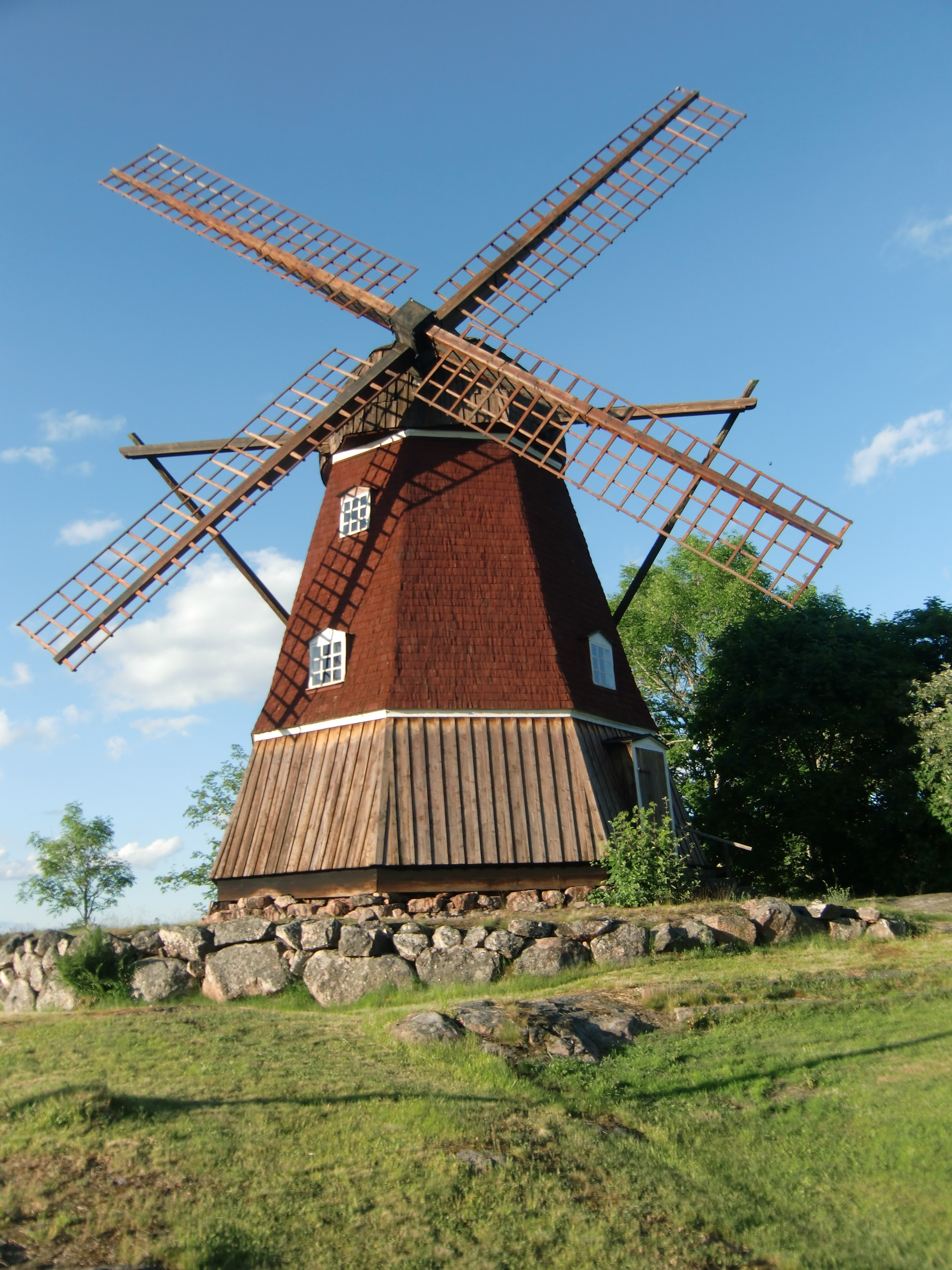
Hembygdskvarnen

Loftahammars Hembygdsförening är en förening för Loftahammars socken. Föreningen bildades den 5 september 1947. Kantor Erik Häggström blev föreningens första ordförande. På Hembygdsgården finns en Holländsk kvarn som föreningen köpte för 500 kronor samtidigt som man fick dispositionsrätten till marken. Det första föreningen engagerades i var tillkomsten av ett sockenvapen. Vapnet är en flundra.
Tjugo år senare, den 20 april 1967 fick Hembygdsföreningen ett gåvobrev på marken av familjerna Tage Stenhammar och Holger Egmyr.
Väderkvarnen byggdes 1851 och var i drift till 1932. Många reparationer behövdes naturligtvis under åren. Och hur dessa gjordes är för oss i dag en gåta när inga maskinella krafter kunde användas. 1988 blåste vingarna sönder. En större reparation inleddes 1991 då en ny gångås och nya vingar monterades. Nu fanns det lyftkranar till hjälp.

## Hembygsdgården ligger på toppen av Aleglo by
1978 flyttades ett magasin från Bolagsgården inne i Loftahammars samhälle till Hembygdsgården. Magasinet blev nu föreningens museum. På övre våningen har markensbåten Teresia och en lillöka, typ tjustöka sin sista ankringsplats. 1986 kom ytterligare ett tillskott till föreningen. Ryggåsstugan Torsborg skänktes av Västerviks kommun som också den låg inne i samhället. Den används som kaffestuga och mindre utställningar.

## Marknadsbåten Teresia
1956 skänkte Gerhard Andersson Teresia till Hembygdsföreningen där den först låg ute för väder och vind, bara täckt med ett litet skjul. När magasinet flyttades till Hembygdsgården 1978 fick båten plats på andra våningen. Den lyftes upp innan taket lades på. 
Teresia byggdes 1891 av Jan Andersson i Hallmare. Hon är 10 meter lång, 3,2 meter bred och var en rodd och segelbåt. Typen är ett mellanting av skuta och skärgårdsbåt.
Teresia användes för transporter av varor till marknader i Linköping Den kunde lasta upp till 33 tunnor (1 tunna=125,6 lit.) saltströmming. Det blev många turer dit, den snabbaste lär ha tagit endast 27 timmar, enkel resa via Göta kanal. Vid rodd krävdes åtta man, fyra rodde medan fyra vilade i kajutan. Som marknadsbåt eller markensbåt kom den i drift 1912 med olika slag av frakter i skärgården. Resorna till Linköping upphörde omkring 1940 då transporterna ersattes med bil. Teresias roll i skärgården blev nu frakter av hö, halm och ved, som avslutades omkring 1960.